# Festival international du film de Toronto
Pour les articles homonymes, voir TIFF.
Le Festival international du film de Toronto (Toronto International Film Festival ou TIFF) est un festival de cinéma annuel non compétitif qui se tient en septembre à Toronto, dans la province d'Ontario au Canada.

## Historique
Le Festival international du film de Toronto naît en 1976. Cette manifestation cinématographique est reconnue comme l'un des événements mondiaux majeurs dans le monde du cinéma, tant sur le plan de la fréquentation publique (plus de 280 000 spectateurs) qu'au titre de la fréquentation professionnelle.
En 2009, le festival adopte officiellement l'acronyme "TIFF"
En 2024, Bell Canada met fin à son parrainage de longue date, qui a commencé en 1995.

## Notoriété
Le festival commence le jeudi après la fête du Travail (Labour Day, le premier lundi du mois de septembre, à ne pas confondre avec la fête des travailleurs le premier mai ou International Workers' Day en anglais) et dure 11 jours. Environ 300 à 400 films y sont présentés dans différentes catégories. Le festival ne décerne pas de palmarès mais des prix.
Ce festival est considéré comme l'un des plus importants festivals de films au monde et l'un des premiers en Amérique du Nord. En 1998, le magazine Variety écrit que « le Festival de Toronto est le second après le Festival de Cannes en termes de présence de stars et d'activité économique ». Interrogé par le National Post en 1999, Roger Ebert déclare : « Bien que Cannes soit resté le plus grand, Toronto est le plus utile et le plus actif ».
Le festival débute en 1976 comme une rétrospective des meilleurs festivals de cinéma dans le monde. Il est devenu depuis un partenaire important d'Hollywood. Le festival est parfois même considéré comme un premier galop d’essai en direction des Oscars.

## Programme
- Gala Presentations (films majeurs et médiatisés, acteurs et réalisateurs célèbres, tapis rouge)
- Special Presentations (premières de films médiatisés)
- Documentaries ou TIFF Docs (films documentaires)
- Midnight Madness (films d'horreur, d'action et fantastiques projetés à minuit)
- Vanguard (films d'avant-garde, souvent provocateurs)
- Mavericks (conversations avec les professionnels du cinéma, artistes ou techniciens)
- Contemporary World Cinema (cinéma international)
- Contemporary World Speakers (cinéma international et discussions avec les réalisateurs)
- Masters (derniers films de cinéastes majeurs)
- City To City (célébration d'une ville en particulier où le cinéma est à l'honneur)
- Discovery (cinéastes à surveiller, représentant le futur du cinéma)
- Next Wave (jeunes cinéastes et espoirs du cinéma)
- Wavelengths (films visionnaires et expérimentaux)
- Short Cuts Canada (courts métrages canadiens)
- TIFF Kids (films pour enfants, films d'animation)
- TIFF Cinematheque (projection de films majeurs de l'histoire du cinéma)
- Special Events (célébrations avec des animations autour d'un film)

## Prix décernés
Le festival n'étant pas compétitif, les récompenses habituellement remises à l'issue de certains festivals compétitifs (comme meilleur film ou meilleur réalisateur, etc.) ne sont pas décernées par un jury professionnel ou non[pas clair]. Cependant, le People's Choice Award (choix du public) du meilleur film est, lui, attribué à un film après un vote de l'audience.
- People's Choice Award, avec deux sous-catégories :
  - People's Choice Award « Documentary »
  - People's Choice Award « Midnight Madness »
- Meilleur film canadien (Best Canadian Film)
- Meilleur premier film canadien (Best Canadian First Feature Film)
- Meilleur court métrage canadien (Best Canadian Short Film)
- Prix FIPRESCI « Special Presentation »
- Prix FIPRESCI « Discovery »
- Prix NETPAC
- Discovery Award

### TIFF Tribute Actor Award
Entre 2019 et 2022, un prix hommage est décerné : 
- Meryl Streep et Joaquin Phoenix (2019)
- Kate Winslet[5] et Sir Anthony Hopkins (2020)
- Jessica Chastain et Benedict Cumberbatch (2021)
- Harry Styles, Emma Corrin, David Dawson, Gina McKee, Linus Roache et Rupert Everett pour le film My Policeman (2022)

## Jury
Depuis 2015 le festival met en place un jury international de trois personnes composé de personnalités notoires. Ensemble, ils décernent un prix de 25 000 $  annoncée lors de la cérémonie de remise des prix du Festival. 
40e Festival (2015)
- Claire Denis, réalisatrice  France
- Jia Zhangke, réalisateur  Chine
- Agnieszka Holland, réalisatrice  Pologne

41e Festival (2016)
- Brian de Palma, réalisateur  États-Unis
- Mahamat-Saleh Haroun, réalisateur  Tchad
- Zhang Ziyi, actrice  Chine

42e Festival (2017)
- Chen Kaige, réalisateur  Chine
- Małgorzata Szumowska,  Pologne
- Wim Wenders, réalisateur  Allemagne

43e Festival (2018)
- Lee Chang-dong, réalisateur et scénariste  Corée du Sud
- Béla Tarr, réalisateur et scénariste  Hongrie
- Margarethe von Trotta, actrice, réalisatrice et scénariste  Allemagne

44e Festival (2019)
- Athiná-Rachél Tsangári, actrice, réalisatrice et productrice  Grèce
- Carlo Chatrian, ancien directeur artistique du Festival du film de Locarno de 2012 à 2018, actuel directeur artistique de la Berlinale  Italie
- Jessica Kiang, critique de cinéma  États-Unis